# Georges Bizet
Georges Bizet (25 tháng 10 năm 1838 - 3 tháng 6 năm 1875) là nhà soạn nhạc, nghệ sĩ đàn piano nổi tiếng người Pháp, người được biết đến với vở opera nổi tiếng Carmen, đỉnh cao của nghệ thuật opera hiện thực Pháp.

## Thân thế sự nghiệp

### Xuất thân và thời thơ ấu
Tên đầy đủ của nhà soạn nhạc Pháp là Alexandre César Léopold Bizet. Cái tên Georges ông có được là sau lễ rửa tội của cậu bé. Georges được sinh ra trong một gia đình có truyền thống nghệ thuật ở Paris. Cha của Georges là một giáo viên dạy thanh nhạc, mẹ của cậu bé là một nghệ sĩ piano tài ba. Chính họ đã dạy cho ông những bài học đầu tiên.
Ngay từ nhỏ, Georges Bizet đã cho thấy khả năng biểu diễn piano tài năng của mình. Chính vì thế, mọi người đã làm một phép so sánh rằng tài năng của cậu có thể sánh vơi Wolfgang Amadeus Mozart và Felix Mendelssohn. Georges có thể đọc và chơi các bản nhạc khi mới có 4 tuổi, khiến cha mẹ của cậu không khỏi kinh ngạc.
Việc biểu diễn xuất sắc các bản sonata dành cho piano của Mozart đã giúp Georges Bizet được học tại Nhạc viện Paris. Đó là vào năm 1848, cụ thể là khi cậu bé chưa đầy 10 tuổi. Tại nhạc viện nổi tiếng này, cậu con trai nhà Bizet đã được học đối vị với Pierre-Joseph-Guillaume Zimmermann và Charles Gounod, học sáng tác với Jacques Halévy và học piano với Antoine François Marmontel.
Trong một lần sang Paris biểu diễn, Franz Liszt có dịp gặp cậu bé Georges Bizet. Bizet đã biểu diễn một tác phẩm của chính Liszt. Liszt đã dành lời khen ngợi cho tài năng nhỏ tuổi, ca ngợi rằng Bizet là một trong ba nghệ sĩ piano xuất sắc nhất châu Âu (hai người kia là chính Liszt và Hans von Bülow). Ngoài ra, tài năng của cậu còn được biểu hiện bởi nhiều giải thưởng về biểu diễn piano và organ.

### Thời thanh niên

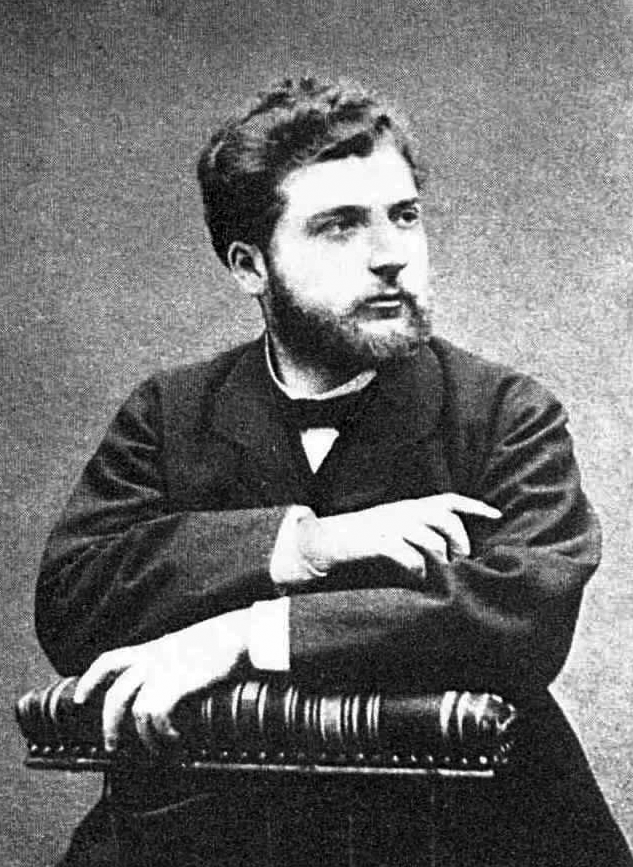
Bizet thời trẻ, khoảng năm 1860

Vào năm 1855, khi đã 17 tuổi, Bizet bắt đầu sự nghiệp sáng tác với bản Giao hưởng cung Đô trưởng. Tuy nhiên, Bizet đã không công bố tác phẩm này cho đến cuối đời vì cho rằng nó chịu ảnh hưởng từ người thầy Gounod. Phải gần một thế kỷ kể từ năm sinh của Bizet và 60 năm ngày Bizet qua đời, tức năm 1935, tác phẩm này mới có buổi công diễn lần đầu tiên.
Năm 1857, Bizet đoạt giải thưởng Offenbach, giải thưởng do chính nhà soạn nhạc nổi tiếng đương thời Jacques Offenbach lập ra để khuyến khích các tài năng trẻ. Ông đoạt giải thưởng cùng Charles Lecocq. Một năm sau, ông nhận Giải thưởng Rome. Theo quy định của ban tổ chức giải thưởng này, Bizet phải đến Rome học trong 3 năm. Trong khoảng thời gian đó, Bizet có cơ hội tiếp xúc với các vở opera của các nhà soạn nhạc người Ý. Bizet cũng sáng tác khá nhiều trong khoảng thời gian này. Rất đáng tiếc là trong số những tác phẩm này, chỉ có 4 tác phẩm còn tồn tại cho đến bây giờ, đáng chú ý là vở opera Don Procopio. Và cũng tại thủ đô của Ý, Bizet đã nhận sáng tác opera làm công việc ông theo đuổi cho đến cuối đời.
Bizet trở về Paris vào năm 1861, vài tháng sau thì mẹ ông qua đời. Cuộc sống của Bizet đã bước sang một chặng đường mới. Ông từ chối công việc giảng dạy và quyết tâm trở thành một nhà soạn nhạc nổi tiếng. Trước mắt, ông phải viết một tác phẩm để kết thúc hợp đồng với ban tổ chức Giải thưởng Rome về chuyến đi vừa qua. Đó là hoàn cảnh ra đời vở opera La guzla de l'emir.

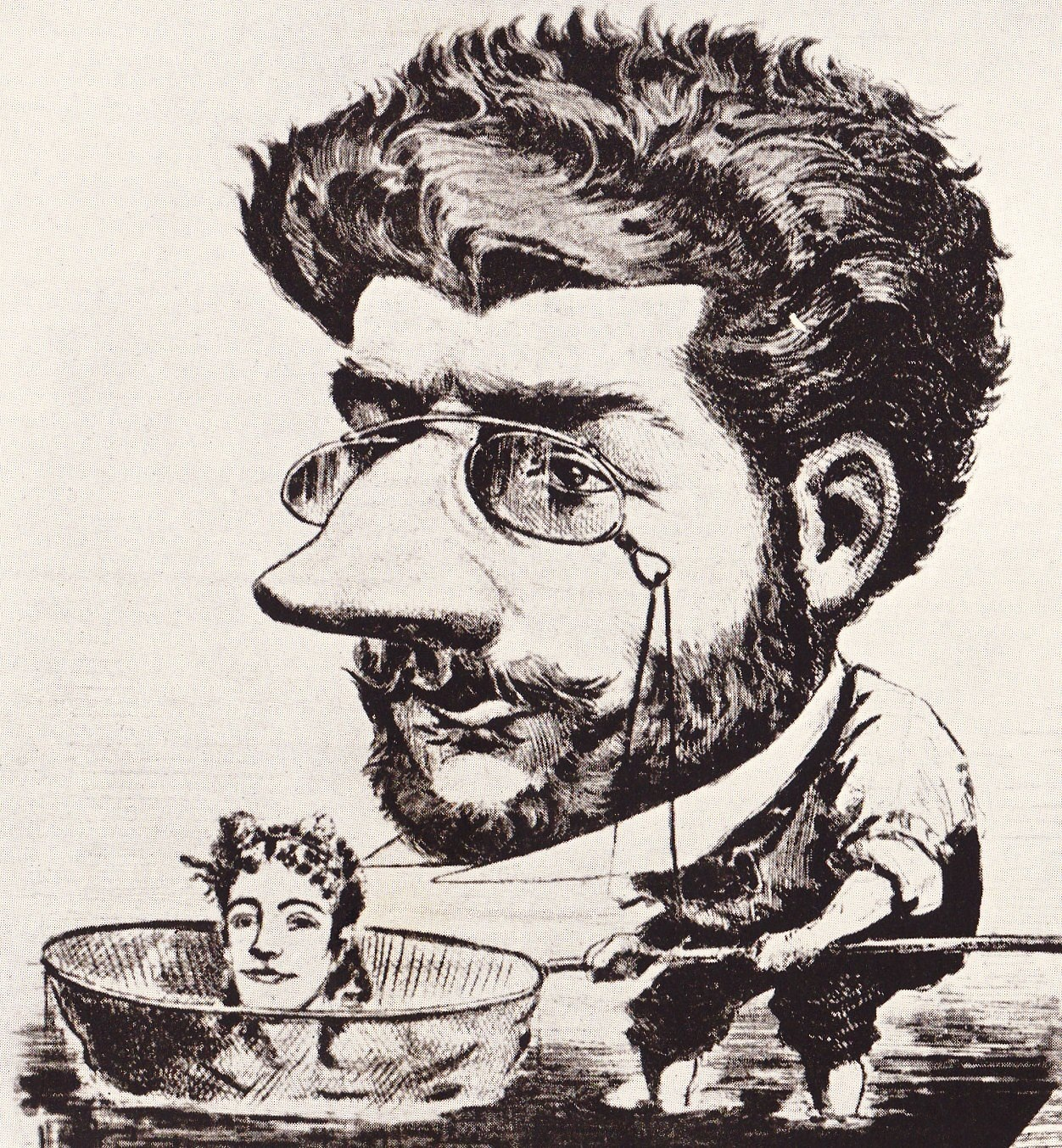
Bức biếm họa về Bizet năm 1863

Vở opera tiếp theo mà Bizet sáng tác là vở Những người mò ngọc trai. Trong lần công diễn đầu tiên, nó là một sự thất bại thảm hại. Công chúng đón nhận nó với thái độ thờ ơ và than phiền rằng vở opera khô cứng, các nhân vật của nó thiếu cảm xúc. Điều đáng tiếc hơn nữa là phải đến năm 1886, sau khi Bizet qua đời rất lâu, người ta mới nhận ra vẻ đẹp của tác phẩm. Thất vọng, Bizet không có sáng tác gì cả, chỉ phối khí cho tác phẩm của một số nhà soạn nhạc khác cùng với dạy piano. Chỉ đến tháng 12 năm 1867, ông mới sáng tác trở lại với vở opera Người đẹp thành Ba Tư.

### Khi trưởng thành
Năm 1868 là một năm rất khó khăn đối với nhà soạn nhạc Pháp. Ông đã bị đau cuống họng nhiều lần trong năm đó và rất nhiều tác phẩm, vì lý do đó, đã không thể được hoàn thành. Thêm vào đó, ông còn bị cảnh sát gọi đến vì lập trường tôn giáo của riêng ông. Tuy nhiên, cũng nhờ lập trường này, các tác phẩm của Bizet đã trở nên sâu sắc hơn. Ông chuyển sang sinh sống tại ngoại ô Paris với hy vọng có thể thay đổi tâm trạng xấu của bản thân. Tại đây, tháng 6 năm 1869, ông cưới con gái của người thầy cũ, bà Geneviève Halévy. Không may cho Bizet là đây không phải là một cuộc hôn nhân hạnh phúc. Hai người có một đứa con trai duy nhất, đứa bé đã tự tử. Khó khăn lại ghé thăm Bizet bởi Chiến tranh Pháp-Phổ nổ ra, Bizet tham gia vào Cục Phòng vệ Quốc gia. Trong khoảng thời gian đó, ông phải sống trong sự túng thiếu và hầu như không có điều kiện sáng tác. Nhưng, ông cũng hoàn thành bản tổ khúc Những trò chơi cho trẻ nhỏ năm 1871. Cũng trong năm đó, ông hoàn thành phần âm nhạc cho vở kịch Cô nàng xứ Arles và vở opera Djamileh. Một lần nữa, Bizet lại không cho thấy cái duyên ra mắt các tác phẩm của mình khi các buổi trình diễn đầu tiên các tác phẩm này không thành công. Phải cho đến hiện tại, hai tác phẩm này mới được nhìn nhận một cách đúng đắn. Công chúng lại mất một thời gian dài để nhận thấy những giá trị đích thực trong các tác phẩm của Bizet.

### Qua đời

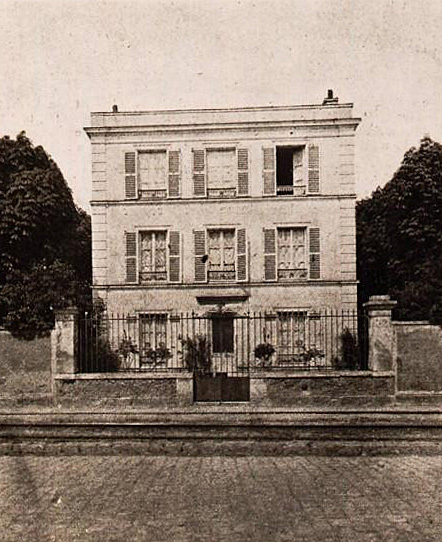
Ngôi nhà của Bizet tại Bougival

Bizet có lẽ hiểu điều đó nên ông không cảm thấy bi quan, ông không cho rằng mình kém cỏi mà là do khán giả vẫn chưa hiểu. Bizet quyết tâm dồn tâm huyết vào Carmen. Với tất cả những gì đã làm, Bizet đã tin tưởng vào sự thành công của tác phẩm. Tuy nhiên, nó là một thất bại thảm hại nữa cho ông. Khán giả không thể nào chịu đựng nổi một cô Carmen không chung thủy, yêu hết anh này rồi anh khác. Cảm xúc nhất thời đã khiến khán giả sỉ nhục các ca sĩ đang biểu diễn và cả nhà soạn nhạc đáng thương chỉ vì họ đang cố gắng biểu diễn một tác phẩm mà họ không ngờ rằng nó lại gây cảm xúc tiêu cực như vậy. Thảm họa đó đổ xuống đầu Bizet và ông suy sụp thực sự. Bệnh cuống họng lại bắt đầu hành hạ nhà soạn nhạc bất hạnh. Tất cả đang khiến sức khỏe của nhà soạn nhạc yếu đi. Trên giường bệnh, Bizet luôn hỏi phải chăng ông đã sai. Sau hai cơn đau tim liên tiếp, ông qua đời tại Bougival. Mọi thứ như là định mệnh vậy.

### Phong cách sáng tác[2]
Có thể thấy sự nghiệp của ông chẳng mấy suôn sẻ, hầu như chìm đắm vào thất bại và phải mất rất nhiều thời gian, người ta mới nhìn thấy giá trị mà các tác phẩm của Bizet mang lại. Ông sáng tác nhiều tác phẩm có giá trị, đỉnh cao là Carmen. Với Carmen, dù thất bại trong lần biểu diễn đầu tiên, Bizet xứng đáng có chỗ đứng trong danh sách các nhà soạn nhạc opera tài ba. Ông có thể sánh ngang những thiên tài bên nước láng giềng Ý như Gioachino Rossini hay Gaetano Donizetti. Không phải bàn nữa, Carmen là một trong những vở opera hay nhất mọi thời đại. Camille Saint-Saëns, Pyotr Ilyich Tchaikovsky và Claude Debussy đều khẳng định với chúng ta rằngː Bizet vĩ đại.
Georges Bizet luôn sáng tác thứ âm nhạc bám sát vào đời sống, chân thực, giai điẹu đẹp, phong phú.

## Một số tác phẩm
Georges Bizet sáng tác 7 vở opera, nổi bật có Những người mò ngọc trai (1863), Cô gái đẹp thành Perth (1867), Djamileh (1872), Carmen (1875), nhạc cho kịch Cô gái vùng Arles của nhà văn Pháp nổi tiếng Alphonse Daudet (sau đó Bizet chọn những trích đoạn lập thành 2 tổ khúc cùng tên, tổ khúc thứ nhất do ông soạn, tổ khúc thứ hai do Ernest Guiraud soạn), giao hưởng-ngợi ca ''Vasco de Gamma'' (1860) và những tác phẩm khác dành cho dàn nhạc, những tiểu phẩm cho piano 2 tay và 4 tay, những bản romance.